# Хокејашка лига Србије 2020/21.
Хокејашка лига Србије 2020/21. је петнаесто такмичење које се одржава под овим именом од стране Савеза хокеја на леду Србије. Ове сезоне такмичила су се три клуба. У регуларном делу сваки клуб одиграо је по 8 утакмица, а два најбоља пласирала су се у финале.

## Клубови
| Клуб          | Град     | Арена                 | Капацитет | Основан |
| ------------- | -------- | --------------------- | --------- | ------- |
| Црвена звезда | Београд  | Ледена дворана Пионир | 2000      | 1946    |
| Војводина     | Нови Сад | Ледена деворана СПЕНС | 1000      | 1957    |
| Ред тим       | Београд  | Ледена дворана Пионир | 2000      | 2008    |

## Резултати

### Регуларни део
| Датум             | Клуб          | Клуб          | Резултат  | Трећине              |
| ----------------- | ------------- | ------------- | --------- | -------------------- |
| 11. новембар 2020 | Војводина     | Црвена звезда | 2:10      | (1:0, 1:2, 0:8)      |
| 22. новембар 2020 | Црвена звезда | Војводина     | 6:0       | (4:0, 0:0, 2:0)      |
| 13. децембар 2020 | Војводина     | Црвена звезда | 1:4       | (0:2, 1:0, 0:2)      |
| 17. јануар 2021   | Војводина     | Ред тим       | 5:1       | (1:0, 2:0, 2:1)      |
| 21. јануар 2021   | Ред тим       | Црвена звезда | 1:11      | (0:5, 1:3, 0:3)      |
| 28. јануар 2021   | Црвена звезда | Ред тим       | 1:11      | (4:0, 5:0, 2:0)      |
| 29. јануар 2021   | Војводина     | Ред тим       | 12:0      | (5:0, 2:0, 5:0)      |
| 9. фебруар 2021   | Ред тим       | Црвена звезда | 4:13      | (0:6, 3:4, 1:3)      |
| 18. фебруар 2021  | Црвена звезда | Ред тим       | 7:2       | (3:0, 1:1, 3:1)      |
| 20. фебруар 2021  | Ред тим       | Војводина     | 1:5       | (1:2, 0:2, 0:1)      |
| 25. фебруар 2021  | Ред тим       | Војводина     | 4:7       | (0:2, 0:4, 4:1)      |
| 6. март 2021      | Црвена звезда | Војводина     | 2:1 (пр.) | (1:0, 0:0, 0:1, 1:0) |

### Табела
| #  | Клуб          | ИГ | Д | ДП | ИЗП | ИЗ | ГД | ГП | ГР  | Б  |
| -- | ------------- | -- | - | -- | --- | -- | -- | -- | --- | -- |
| 1. | Црвена звезда | 8  | 7 | 1  | 0   | 0  | 64 | 11 | +53 | 23 |
| 2. | Војводина     | 8  | 4 | 0  | 1   | 3  | 33 | 28 | +5  | 13 |
| 3. | Ред тим       | 8  | 0 | 0  | 0   | 8  | 13 | 71 | -58 | 0  |

### Финале
У финалу одиграна су два сусрета. У првој утакмици у Београду победила је Црвена звезда са 6:3 (1:1, 3:1, 2:1). Стрелци за Звезду били су Драговић, Новаковић, Анић, Лештарић, а два пута мрежу је тресао Крезовић. Стрелци за екипу Војводине били су Радосављевић, Вучуревић и М. Пушац.
У другој утакмици након две трећине у Новом Саду, Звезда је водила са 6:1. Последња трећина реванш меча није одиграна, јер домаћини нису могли да поправе врата за улазак на лед, која нису могла да се затворе. Према Правилнику такмичења утакмица је регистрована резултатом пре другог одмора. Стрелци за Звезду били су Бркушанин, Шпањевић, Цвик, Сабадош, Гвозденовић и Анђелковић, док је гол за Војводину постигао Вучуревић.
| Датум         | Клуб          | Клуб          | Резултат | Трећине         |
| ------------- | ------------- | ------------- | -------- | --------------- |
| 16. март 2021 | Црвена звезда | Војводина     | 6:3      | (1:1, 3:1, 2:1) |
| 20. март 2021 | Војводина     | Црвена звезда | 1:6      | (0:1, 1:5, 0:0) |

| Првак Хокејашке лиге Србије 2020/21. |
| ------------------------------------ |
| СКХЛ Црвена звезда 4. титула.        |